# 胰高血糖素
升糖素又稱胰高血糖素，是一种由胰脏胰岛α-细胞分泌的激素，由29个氨基酸组成直链多肽，分子式为：C153H225N43O49S。分子量为3485道爾頓。它提高血液中葡萄糖和脂肪酸的濃度，被認為是身體的主要分解代謝激素。 它也被用作治療多種健康狀況的藥物。 它的作用與降低細胞外葡萄糖水平的胰島素相反。
胰高血糖素的一级结构是：NH2-His-Ser-Gln-Gly-Thr-Phe-Thr-Ser-Asp-Tyr-Ser-Lys-Tyr-Leu-Asp-Ser-Arg-Arg-Ala-Gln-Asp-Phe-Val-Gln-Trp-Leu-Met-Asn-Thr-COOH
化學結構簡式如下：

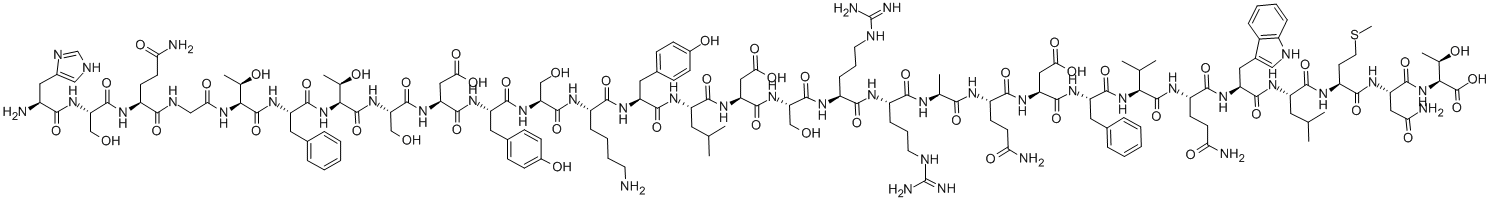
胰高血糖素結構式

當血液中的葡萄糖含量過低時，胰腺會釋放胰高血糖素。胰高血糖素促使肝臟參與糖原分解：將儲存的糖原轉化為葡萄糖，然後釋放到血液中。另一方面，高血糖水平會刺激胰島素的釋放。 胰島素允許依賴胰島素的組織吸收和使用葡萄糖。因此，胰高血糖素和胰島素是保持血糖水平穩定的反饋系統的一部分。 胰高血糖素會增加能量消耗，並在受壓情況下升高。

## 代謝

### 生產
該激素由胰島（位於胰腺內分泌部分）的 α 細胞合成和分泌。在囓齒類動物中，α 細胞位於胰島的外緣。 相比之下，在人類胰島結構中，不同細胞的分離程度要低得多，α 細胞分佈在整個胰島中，靠近 β 細胞。 胃中的α細胞會產生胰高血糖素。
最近的研究表明，胰高血糖素也可能在胰腺外產生，腸道是最有可能產生胰外胰高血糖素的部位。

### 調節
胰淀素（amylin）是一種與胰島素從胰腺 β 細胞中共同分泌的肽類激素，它可以抑制/調節胰高血糖素的生產。 隨著血漿葡萄糖水平下降，胰淀素的分泌會減少。這減輕了胰淀素對 α 細胞的抑制，使 α 細胞得以分泌更多胰高血糖素。
以下物質或身體狀況會促進胰高血糖素的分泌：
- 低血糖
- 腎上腺素（通過 β2、α2、[8] 和 α1[9] 腎上腺素受體）
- 精氨酸
- 丙氨酸（通常來自肌肉來源的丙酮酸/谷氨酸轉氨作用（見丙氨酸轉氨酶反應））。
- 乙酰膽鹼[10]
- 膽囊收縮素
- 腸抑胃肽（Gastric inhibitory polypeptide）

以下物質或身體狀況會抑制胰高血糖素的分泌：
- 生長抑素
- 胰淀素
- 胰島素（通過 γ-氨基丁酸）
- PPARγ/維甲酸 X 受體異源二聚體
- 血液中的游離脂肪酸和酮酸含量有所上升 [11]
- 尿素產量上升
- 胰高血糖素樣肽-1

## 生理作用
胰高血糖素促进分解代谢，生物作用包括：
- 促进肝的糖原分解和糖异生，使血糖增加
- 促进脂肪分解、過多胺基酸和加强脂肪酸氧化導致酮体生成增多——稱為糖異生可轉換額外之胺基酸成簡單碳水化合物，並將不同形式的食物轉換成能量運用。

胰高血糖素通常通過促進糖異生和糖原分解來提高血液中葡萄糖的濃度。 胰高血糖素還會減少脂肪組織和肝臟中的脂肪酸合成，並促進這些組織中的脂解作用，這會導致它們將脂肪酸釋放到循環中，在那裡它們可以在需要時分解代謝以在骨骼肌等組織中產生能量。
葡萄糖以多醣糖原的形式儲存在肝臟中，糖原是一種葡聚醣（由葡萄糖分子組成的聚合物）。 肝細胞具有胰高血糖素受體。 當胰高血糖素與胰高血糖素受體結合時，肝細胞將糖原轉化為單個葡萄糖分子並將其釋放到血液中，這一過程稱為糖原分解。 當糖原儲備耗盡時，胰高血糖素會促使肝臟和腎臟通過糖異生作用合成額外的葡萄糖。 胰高血糖素關閉肝臟中的糖酵解，使糖酵解中間體轉為用於糖異生。
胰高血糖素還通過脂肪分解調節葡萄糖產生的速率。 胰高血糖素在胰島素抑制條件下（如1型糖尿病）誘導人體脂肪分解。
胰高血糖素的產生似乎會受中樞神經系統調節，但相關的途徑尚未確定。 有研究指出，在無脊椎動物中，去除眼柄會影響胰高血糖素的產生。 切除淡水龍蝦的眼柄會產生胰高血糖素誘導的高血糖狀況。

## 歷史
在 1920 年代初期，數個研究指出，將胰腺提取物注射到糖尿病動物體內後，血糖會先短暫升高，隨後才會因胰島素的作用而降低。 1922 年，C. Kimball 和 John R. Murlin 確定了胰腺提取物中導致血糖升高的一種成分，將其命名為“胰高血糖素”（Glucagon），是“葡萄糖激動劑”（Glucose agonist）的合成詞。 在 1950 年代，禮來 (Eli Lilly) 的科學家分離出純胰高血糖素，將其結晶，並確定了其氨基酸序列。 這促使美國醫生 Roger Unger 的小組在 1959 年發展出首個用於檢測胰高血糖素的放射免疫分析法。升糖素于 1960 年在美国取得醫療使用許可。名列世界卫生组织基本药物标准清单。
直到 1970 年代，一種特定的放射免疫測定法被開發出來，人們才更全面地了解它在生理學和疾病中的作用。